# Castello di Tonquédec
Il castello di Tonquédec è un castello in rovina ubicato a Tonquédec.

## Storia e descrizione
Situato su una scogliera rocciosa dominante dal valle del fiume Léguer, un primitivo castello venne costruito nel XII secolo dalla famiglia Coëtmen-Penthièvre. Fu parzialmente distrutto per ordine di Giovanni V di Bretagna nel 1395, a causa di un conflitto tra lui e i Penthièvres. La ricostruzione iniziò nel 1406 da Rolando IV di Coëtmen. In seguito il castello cambiò più volte proprietario, prima di diventare una base per l'artiglieria nel 1577: in questo periodo, la famiglia proprietaria era quella dei Goyon de La Moussaye. Durante le guerre di religione francesi, il castello fu nascondiglio per gli Ugonotti. Alla fine fu abbandonato intorno al 1622 per ordine del cardinale Richelieu. Dal 1862 è entrato nell'elenco dei monumenti storici francesi.
Il cancello d'ingresso conduce a un cortile esterno fortificato. Due torri, unite da una cortina muraria, in cui si apre una porta, permette l'ingresso al cortile interno: questa, un tempo, era protetta da fossato e ponte levatoio. Il mastio, con pareti spesse 4 metri, si distacca dalle pareti divisorie, nella parte posteriore del complesso. In totale il castello conserva 11 torri.
Al suo interno sono state girate scene del film Che la festa cominci....